# Unee tugalluulax
Lo unee tugalluulax è un gioco da tavolo astratto della famiglia dei mancala, piuttosto simile ad alcuni mancala africani come il Ba-awa. Lo si gioca in Mongolia, lungo il confine con la Cina. Letteralmente, il nome del gioco significa "fai partorire le mucche".

## Regole
Le regole dello unee tugalluulax sono state descritte per la prima volta da N. Namzhildorzh nel 1963. Il tavoliere (detto khölög) è insolito, essendo costituito di due file di sole 3 buche (ciascuna. Si utilizzano 36 pezzi, detti khorgol, che nella tradizione mongola sono, anziché semi, palline di sterco di cammello, pecora o capra.
A turno, i giocatori prelevano tutti i pezzi da una buca e li distribuiscono con una semina in senso orario (che in Mongolia è considerato il senso rotatorio "maschile"). Se l'ultimo pezzo cade in una buca che conteneva 3 pezzi, tutti e 4 i pezzi (incluso quello appena deposto) sono catturati.
Il gioco termina quando un giocatore non è più in grado di muovere; l'avversario cattura tutti i pezzi rimasti, e il vincitore del gioco è colui che ha totalizzato più catture.

## Terminologia
La terminologia utilizzata per indicare le buche con 1, 2, 3 o 4 pezzi giustifica il nome del gioco in mongolo:
- ünee, "mucca", è una buca con 1 pezzo
- bux ünee khojor, "toro e mucca", è una buca con 2 pezzi
- ünee delegnex, "mucca con le mammelle gonfie", è una buca con 3 pezzi
- ünee tugallasan, "mucca che ha partorito", è una buca con 4 pezzi